# Rhamphomyia nigricans
Rhamphomyia nigricans is een vliegensoort uit de familie van de dansvliegen (Empididae). De wetenschappelijke naam van de soort is voor het eerst geldig gepubliceerd in 1864 door Loew.